# Рафальский, Константин Яковлевич
Константин Яковлевич Рафальский ({ноябрь 1897, Москва, Российская империя — 1951, Магаданская область, РСФСР, СССР) — советский партийный и государственный деятель, участник революционного движения и гражданской войны. Заместитель Председателя Совнаркома — председатель Госплана Казахской ССР.

## Биография
Константин Яковлевич Рафальский родился в ноябре 1897 года в Москве в семье рабочих. Его отец, выходец из крестьян, работал конторщиком в пароходстве «Ока» в Рязани и рабочим, умер около 1905 года. Мать занималась домашним хозяйством, умерла примерно в 1909 году. После смерти родителей воспитывался в Астрахани в семье деда по матери, машиниста парохода «Горбатов» частного пароходства «Орехов и сыновья».

### Образование
Константин окончил 2-е Астраханское городское четырехклассное училище (1913–1914). 
В ноябре 1929 года был рекомендован на учебу на заочное отделение литературного факультета Института красной профессуры.

### Революционная деятельность и участие в Гражданской войне
Рафальский начинал как чернорабочий-лодочник и кочегар на судоремонтных заводах и пароходах в Астрахани. С 1914 по сентябрь 1917 года работал чернорабочим на заводах Митрофанова и Морена, кочегаром и масленщиком на пароходах.
С сентября 1917 по ноябрь 1918 года Рафальский был бойцом красногвардейского отряда Союза металлистов. Он принимал активное участие в уличных боях при захвате власти большевиками в Астрахани в январе 1918 года и участвовал в подавлении белого восстания под командованием полковника Маркевича (август 1918), а также белого восстания в марте 1919 года.
С ноября 1918 по июнь 1919 года занимал пост секретаря и члена президиума Астраханского краевого союза «Медикосантруд» и был членом президиума Астраханского краевого совета профсоюзов (1918–1919). В период службы в Красной армии Рафальский исполнял обязанности политбойца и инструктора политотдела 7-й кавалерийской дивизии, военкома кавалерийского эскадрона, начальника информационного отделения политотдела дивизии, заместителя начальника и врид начальника агитационно-пропагандистского отделения политотдела дивизии, а также редактора дивизионной газеты 7-й кавалерийской и 11-й стрелковой дивизий.
Участвовал в боях против войск Деникина (на направлениях Астрахань — Черный Яр, Гудермес, Евлах, Закаталы), сражался против кубанского десанта Врангеля, а также в Крыму, в Чонгаре, и участвовал в борьбе против повстанцев Махно и Тютюнника на Украине. Демобилизован в Гомеле в ноябре 1922 года.

### Партийная и государственная деятельность
Член ВКП(б) с июля 1919 года (кандидат с февраля 1918). 
В 1925 году получил «строгий выговор с предупреждением» от ЦКК ВКП(б) за дефицит в театре и задолженность по партийным взносам. Выговор снят в 1929 году.
1922–1924 — заведующий агитационно-пропагандистским отделом Краснодарского окружного комитета ВКП(б).
1924–1925 — заведующий отделом народного образования и политпросвета Краснодара.
1926 — заместитель заведующего отделом искусства Наркомпроса УССР, заведующий бюро печати РАТАУ при ЦК КП(б) Украины.
июль 1926 — май 1929 — заместитель редактора, ответственный редактор губернской газеты «Одесские Известия».
1929–1931 — член обкома и бюро обкома БМАССР. Редактор газеты «Бурят-Монгольская правда» в Бурят-Монгольской АССР.
27 марта 1930 — бюро Буробкома ВКП(б) утвердило Рафальского уполномоченным по проверке выполнения директив обкома по исправлению допущенных искривлений по Баргузинскому аймаку.
1931–1933 — заведующий кабинетом редакторов и издательским сектором культурно-пропагандистского отдела ЦК ВКП(б).
1932–1933 — ректор Коммунистического института журналистики.
1933–1935 — второй секретарь  Уральского обкома КП(б) Казахстана и председатель Уральского облисполкома.
1935–1938 — заместитель председателя Совнаркома Казахской АССР, председатель Госплана Казахской АССР.
Являлся членом ЦИК Бурят-Монгольской АССР (1929–1931), ВЦИК 16 созыва (1935–1937), членом ЦК КПК и кандидатом в члены бюро ЦК КП Казахстана (1937–1938), а также членом КазЦИК (8-го и 9-го созывов).

### Последние годы
17 марта 1938 года Рафальский был арестован, а 26 октября 1940 года осужден ОСО НКВД СССР по статьям 58-2, 58-8, 58-11 УК РСФСР на 8 лет ИТЛ. Отбывал срок в Севвостлаге на Колыме.
Освобожден в сентябре 1946 года.
Работал главным инженером леспромхоза в Сусуманском районе Магаданской области.
Константин Яковлевич Рафальский умер в 1951 году в Магаданской области.
Реабилитирован 15 октября 1955 года Верховным судом СССР за отсутствием состава преступления.

### Семья
Жена Рафальского, дочь рабочего-столяра, работала сельской учительницей и лаборантом по ячменю в КазНИИ Земледелия. Ее брат - главврач Алма-Атинской горбольницы.